# Australia Open 2009 (Badminton)
Die Australian Open 2009 im Badminton fanden vom 22. bis 26. Juli 2009 in Melbourne statt.

## Austragungsort
- Melbourne Sports and Aquatic Centre, Melbourne

## Sieger und Platzierte
| Disziplin    | Gold                                   | Silber                     | Bronze                            |
| ------------ | -------------------------------------- | -------------------------- | --------------------------------- |
| Herreneinzel | Dionysius Hayom Rumbaka                | Alamsyah Yunus             | Chan Yan Kit                      |
| Herreneinzel | Dionysius Hayom Rumbaka                | Alamsyah Yunus             | Andreas Adityawarman              |
| Dameneinzel  | Maria Febe Kusumastuti                 | Yip Pui Yin                | Kristína Ludíková                 |
| Dameneinzel  | Maria Febe Kusumastuti                 | Yip Pui Yin                | Anita Raj Kaur                    |
| Herrendoppel | Gan Teik Chai Tan Bin Shen             | Rupesh Kumar Sanave Thomas | Akshay Dewalkar Jishnu Sanyal     |
| Herrendoppel | Gan Teik Chai Tan Bin Shen             | Rupesh Kumar Sanave Thomas | Tarun Kona Arun Vishnu            |
| Damendoppel  | Huang Chia-chi He Tian Tang            | Aparna Balan Shruti Kurien | Danielle Barry Donna Haliday      |
| Damendoppel  | Huang Chia-chi He Tian Tang            | Aparna Balan Shruti Kurien | Anjali Kalita Jyotshna Polavarapu |
| Mixed        | Yohan Hadikusumo Wiratama Chau Hoi Wah | Henry Tam Donna Haliday    | Joe Wu Danielle Barry             |
| Mixed        | Yohan Hadikusumo Wiratama Chau Hoi Wah | Henry Tam Donna Haliday    | Ben Walklate Kate Wilson-Smith    |

## Finalergebnisse
| Disziplin    | Sieger                                 | Finalist                   | Ergebnis     |
| ------------ | -------------------------------------- | -------------------------- | ------------ |
| Herreneinzel | Dionysius Hayom Rumbaka                | Alamsyah Yunus             | 21–17, 21–18 |
| Dameneinzel  | Maria Febe Kusumastuti                 | Yip Pui Yin                | 21–18, 21–19 |
| Herrendoppel | Gan Teik Chai Tan Bin Shen             | Rupesh Kumar Sanave Thomas | 21–13, 21–11 |
| Damendoppel  | Huang Chia-chi Tang Hetian             | Aparna Balan Shruti Kurien | 21–13, 21–9  |
| Mixed        | Yohan Hadikusumo Wiratama Chau Hoi Wah | Henry Tam Donna Haliday    | 21–11, 21–5  |